# Center urbane kulture Kino Šiška
Center urbane kulture Kino Šiška (krajše Kino Šiška) je javni zavod Mestne občine Ljubljana s področja sodobne umetnosti in urbane kulture, ki je bil ustanovljen 4. februarja 2008 in se nahaja v zgradbi bivšega Kina Šiška (Trg prekomorskih brigad 3, Zgornja Šiška, Ljubljana). Na leto se v Kinu Šiška zvrsti preko 250 dogodkov, ki jih obišče okoli 65 tisoč obiskovalcev.
Na skupni površini 2.468 m² se v Kinu Šiška nahaja velika dvorana Katedrala s kapaciteto 932 stojišč oziroma 450 sedišč, mala dvorana Komuna z 200 stojišči oz. 120 sedišči, razstavni prostor Kamera  ter kavarno z letnim vrtom.  V Kinu Šiška dela 9 redno zaposlenih in več kot 40 zunanjih sodelavcev.
Zavod se sam definira kot središče sodobne in urbane ustvarjalnosti v Ljubljani ter v širšem slovenskem prostoru. Je prvi in edini projekt svoje vrste v regiji, namenjen koncertnim, gledališkim, plesnim in eksperimentalnim dogodkom, skrbel pa bo tudi za produkcijske pogoje (vadbo, laboratorije in studie). S svojim programom Kino Šiška predstavlja in združuje urbanost, multikulturnost, politično neobremenjenost, tehnološko naprednost in vzpodbuja inovativnost, kreativnost ter mednarodna povezovanja.

## Zgodovina
Center je bil uradno ustanovljen 4. septembra 2008. Januarja istega leta je bila podpisana pogodba za prenovo zgradbe; prenovljeno zgradbo sta zasnovali arhitektki Anja Planišček in Nena Gabrovec, prenovo je izvedlo podjetje SCT. Prenova je bila končana julija 2009, ko je bil izveden tudi tehnični pregled zgradbe. Arhitektki sta obdržali modernistično zasnovo prvotne stavbe, a hkrati prenovili zgradbo, zato se v svoji kategoriji uvršča med večje in tehnično najsodobnejše objekte v Evropi.
V prvi sezoni je center organiziral 231 dogodkov, ki jih je obiskalo dobrih 55 tisoč obiskovalcev. Druga sezona je bila sestavljena iz 243 dogodkov, ki jih je obiskalo dobrih 67 tisoč ljudi.